# Atilio Badalini
Atilio Badalini (ur. 12 maja 1899 w Santa Fe, zm. 25 września 1953) – argentyński piłkarz, grający podczas kariery na pozycji napastnika.

## Kariera klubowa
Atilio Badalini podczas piłkarskiej kariery występował w klubach z Rosario: Gimnasii i Newell’s Old Boys. Z Newell’s Old Boys trzykrotnie wygrał lokalną Liga Rosarina de Fútbol w 1918, 1921 i 1922.

## Kariera reprezentacyjna
W reprezentacji Argentyny Badalini występował w latach 1916-1922. W reprezentacji zadebiutował 1 października 1916 w wygranym 1-0 meczu z Urugwajem, którego stawką było Gran Premio de Honor Uruguayo. Był to udany debiut, gdyż Badalini w 3 min. zdobył jedyną bramkę w meczu.
W 1920 był w kadrze na Mistrzostwa Ameryki Południowej. Na turnieju w Valparaíso wystąpił we wszystkich trzech meczach z Urugwajem, Chile i Brazylią. Ostatni raz w reprezentacji Badalini wystąpił 17 grudnia 1922 w zremisowanym 2-2 meczu z Urugwajem, którego stawką było Copa Newton. Było udane pożegnanie, gdyż Badalini zdobył jedną z bramek. Ogółem w barwach albicelestes wystąpił w 9 meczach, w których zdobył 5 bramek.
| Mecze i gole w reprezentacji | Mecze i gole w reprezentacji | Mecze i gole w reprezentacji | Mecze i gole w reprezentacji | Mecze i gole w reprezentacji | Mecze i gole w reprezentacji | Mecze i gole w reprezentacji |
| #                            | Data                         | Miasto                       | Przeciwnik                   | Gol                          | Wynik                        | Rozgrywki                    |
| ---------------------------- | ---------------------------- | ---------------------------- | ---------------------------- | ---------------------------- | ---------------------------- | ---------------------------- |
| 1.                           | 01.10.1916                   | Montevideo                   | Urugwaj                      | Gol                          | 1:0                          | Gran Premio Uruguayo         |
| 2.                           | 07.09.1919                   | Buenos Aires                 | Urugwaj                      | Gol                          | 1:2                          | Copa Lipton                  |
| 3.                           | 19.10.1919                   | Buenos Aires                 | Urugwaj                      |                              | 6:1                          | Gran Premio Argentino        |
| 4.                           | 07.12.1919                   | Montevideo                   | Urugwaj                      | Gol                          | 2:4                          | Trofeo Circular              |
| 5.                           | 08.08.1920                   | Buenos Aires                 | Urugwaj                      |                              | 1:0                          | Gran Premio Argentino        |
| 6.                           | 12.09.1920                   | Valparaíso                   | Urugwaj                      |                              | 1:1                          | Copa América                 |
| 7.                           | 20.09.1920                   | Valparaíso                   | Chile                        |                              | 1:1                          | Copa América                 |
| 8.                           | 25.09.1920                   | Valparaíso                   | Brazylia                     | Gol                          | 2:0                          | Copa América                 |
| 9.                           | 17.12.1922                   | Buenos Aires                 | Urugwaj                      | Gol                          | 2:2                          | Copa Newton                  |